# 食中毒
食中毒（しょくちゅうどく）とは、病原微生物やその代謝産物、有毒有害な化学物質等の毒素を含む飲食物をヒトが口から摂取した結果として起こる疾病（中毒）の総称である。その症状は下痢や嘔吐、発熱などに代表される。

## 分類

### 因子・物質による分類
食中毒は、その原因になった因子・物質によって5つに分類される。
1. 細菌性食中毒
2. ウイルス性食中毒
3. 化学性食中毒
4. 自然毒食中毒
5. 寄生虫性食中毒
6. その他

に大別される。なお、食物アレルギーは食中毒に含まれない。
かつては、食中毒が発症した患者から健康な第三者へと感染が及ばないものといわれていた。しかし、食中毒患者が発生した後従前の対応方法で医療行為を行った結果、対応を行った医療関係者にまで食中毒患者と同じ疾病に罹患する事態がたびたび発生するようになった。国内外の報告を持ち合わせて調査した結果、病原性大腸菌（O157など）やノロウイルスが患者から患者へ感染することが判明した。それ以降、多くの国々は「食感染症」として伝染病に準ずる対策がとられるようになった。

### 発症様式による分類
食中毒の直接の原因は、飲食物などに含まれていた有害・有毒な原因物質を摂取することによるが、その原因物質が直接に毒物として作用する場合と、原因物質が微生物であり、その増殖によって感染症を発症する場合に分けられる。
- 毒素型食中毒 - 原因物質が毒物として作用。

化学性食中毒や自然毒食中毒はすべて毒素型食中毒である。
- 感染型食中毒 - 病原体への感染による作用。

細菌性食中毒やウイルス性食中毒では、その原因病原体によってタイプが異なり、感染型食中毒を起こすものと、毒素型食中毒を起こすものがある。細菌性の毒素型食中毒の場合、原因病原体が食品中で増殖するとともに毒素を産生し、その食品を汚染することで食中毒の原因となる。この場合、増殖後に加熱などにより病原体を不活化しても、毒素が残っていれば食中毒が発生する。
- 中間型食中毒 - 細菌性食中毒では、病原体が消化管内で増殖する際に初めて毒素を産生するものがあり、生体内毒素型食中毒と呼ばれるが、これは感染型と毒素型の中間に位置する。

梅雨で高温多湿となる夏期に、もっとも食中毒の発生件数が多くなる。そのほとんどは細菌性食中毒である。しかしこれ以外の季節でも、冬期には貝のカキが原因とみられるノロウイルスが原因の食中毒が多く発生する。また、キノコやフグなどによる自然毒食中毒は、それぞれその食材の旬にあたる秋から冬にかけて多く発生する。

## 代表的な食中毒
食中毒には数多くの原因菌などがあるがその中の代表的なものを以下に示す。
2006年度は、患者数別では、ノロウイルス、カンピロバクター、サルモネラ属菌の順であり、この3種が8割を占めた(厚生労働省 2007)。

### 細菌性食中毒

#### 毒素型
細菌産生毒素の生理活性による食中毒。食品摂取時点で細菌類が不活化していても発症するため、抗生物質は効かない。毒素が熱に弱い場合には調理時の加熱により不活化する。
- 黄色ブドウ球菌 - おにぎり、すし、おつくり。皮膚常在菌が食品へ移行し食品表面で増殖、毒素を産生する。潜伏期間が短く1〜5時間、耐熱性毒素のため調理加熱程度で不活化できない[3][* 1]。耐熱性毒素ST（エンテロトキシンの一種）による。
- ボツリヌス菌 - 発酵食品、いずし類、真空パック食品、キャビアの瓶詰め、ソーセージ。毒素型としては潜伏期間が長く、12〜36時間で症状が出ることが多い。ものが飲み込みにくくなったり、発音がうまくできなくなるなどの神経症状（筋肉が麻痺するため）を引き起こす。ボツリヌス毒素自体は熱分解しやすい。また酸性（pH 4.5以下）に保つことで毒素の生産を抑えることができる[4]。食中毒の初報告は独・腸詰め（ソーセージ）。

#### 感染型
感染により体内増殖した細菌が病原性をもつことにより発症する。
- 腸炎ビブリオ - 夏期の未加熱魚介類、刺身、シラスなどから感染することが多い。調理器具などを介した2次汚染で他の食品が食中毒の原因になることもある。海水の常在菌で、食塩濃度0.5〜10%で生育。塩分のない水道水などでは生存できない。海水温度が高いほど菌密度が高くなる[5]。発生ピークは6〜10月。
- サルモネラ属菌（腸チフス・パラチフスは除く） - 内臓肉、鶏卵、鶏肉、特に夏期の自家製マヨネーズ、アイスクリームから感染することが多い。
- カンピロバクター、カンピロバクター症 - 牛・豚・鶏肉、鶏卵、生乳、牛刺し、レバ刺し[6]、馬刺し、生ユッケ。家畜・家禽類の常在菌であるため、その生食にリスクがある。特に鶏肉の加熱不十分が原因となることが多い。潜伏期間が2〜11日と長い[7]。近年、鶏肉の生食と関連するギラン・バレー症候群が注目されている。特に予後不良例が多いことが報告され、焼き鳥のレアを回避するよう注意喚起がなされている[8]。
- 病原性大腸菌 - 原因食品の傾向をつかみにくい。病原性を呈する大腸菌群全体を示す。腸内での増殖、毒素産生をもつことから中間型に分類する諸家もいる。腸管出血性大腸菌O157（感染症法3類）がきわめて有名だが、感染症扱い。また、感染症にひきつづくベロ毒素（O111、O26ほか）による合併症TTP、溶血性尿毒症症候群（HUS）も、用語としては一般的に「食中毒」として取り扱わない。接触感染することから、二次感染症との識別がきわめて難しい。
- リステリア属菌 - 食肉加工食品、生乳製品。潜伏期間は平均すると数十時間とされているが、患者の健康状態、摂取菌量、菌株の種類の違いにより発症するまでの期間は大きく左右されると考えられるため、その幅は数時間から数週間と長く、原因食品の特定が困難な場合もある。主に胃腸炎症状、まれにインフルエンザ様症状。重篤な場合、脳脊髄膜炎などの神経系統症状。母子垂直感染による流産。

#### 中間型
毒素型、感染型両方の中毒を起こす。
- ウェルシュ菌 - 学校給食、料理の作り置きなど、保冷=解凍サイクルに乗じて増殖する。加熱調理・煮込み課程において不活化を免れた芽胞が保冷サイクルにおいても生存し、解凍時の加熱によって食品内で増殖する。経口時までに活性量の芽胞・菌体量が確保されることにより体内に侵入、消化刺激から芽胞を形成するときにエンテロトキシンを生成し発症する。芽胞+、耐熱性あり。潜伏期間は8〜24時間。
- セレウス菌 - 土壌、水中、空気中など自然界に広く分布する。芽胞は100℃。10分の条件でも不活化されず、加熱後においても芽胞を形成し体内に侵入、下痢・嘔吐などの発症にいたる。酸性では増殖しにくい[9][10]。

#### 型不明
- エルシニア菌 - エルシニア属菌（Yersinia）による食中毒をエルシニア感染症（Yersiniosis）またはエルシニア食中毒という。主に食中毒の原因になるのはYersinia.enterocoliticaである[11]。Y.enterocoliticaは海水中に生息する細菌だが、他にもさまざまな場所で生存できる。感染源は水、ミルク、魚介類、果物、野菜など[12]。28〜30℃が生育至適温度だが、0℃でも増殖できるものがある[11]。

#### 早見表
| 病原体                           | 腸炎ビブリオ                                   | サルモネラ                                                             | カンピロバクター                                     | O157などの腸管出血性大腸菌（EHEC）                                                                    | 黄色ブドウ球菌                     | ボツリヌス菌                                                     | ウェルシュ菌                               | セレウス菌                 | リステリア                                               | （ノロウイルス）                                                 |
| -------------------------------- | ---------------------------------------------- | ---------------------------------------------------------------------- | ---------------------------------------------------- | --- | ---------------------------------- | ---------------------------------------------------------------- | ------------------------------------------ | -------------------------- | -------------------------------------------------------- | ---------------------------------------------------------------- |
| 種類                             | 感染型                                         | 感染型                                                                 | 感染型                                               | 感染型または中間型                                                                                    | 毒素型                             | 毒素型                                                           | 中間型                                     | 中間型                     | 感染型                                                   | 感染型 （厳密にはウイルス性であり細菌性ではない）                |
| 病原因子                         | 耐熱性溶血毒（TDH）                            | 腸管上皮細胞侵入                                                       | 腸管上皮細胞侵入                                     | ベロ毒素                                                                                              | ブドウ球菌エンテロトキシン         | ボツリヌストキシン                                               | ウェルシュ菌エンテロトキシン               | セレウス菌エンテロトキシン | 細胞侵入                                                 | 腸管上皮細胞侵入                                                 |
| 感染源                           | 魚介類                                         | ネズミ、家畜、鳥                                                       | 鳥、家畜                                             | 家畜、ネズミ、感染者の糞便                                                                            | 調理者の皮膚                       | 発酵食品、いずし、真空パック食品、ソーセージなど                 | 種々                                       | 米、麦などの穀物           | 家畜                                                     | 貝類、感染者の糞便                                               |
| 原因食品                         | 生の魚、貝類など                               | 生肉、鶏卵、サラダ                                                     | 鶏肉、豚肉、牛肉                                     | 種々の食品。特に生の牛肉が原因となることが多い。                                                      | おにぎり、寿司、乳製品             | 発酵食品、いずし、真空パック食品、ソーセージなど                 | 肉料理など                                 | パスタ、チャーハンなど     | 乳製品、肉料理、サラダなど                               | 種々の食品。かつては牡蠣などの二枚貝が原因となることが多かった。 |
| 潜伏期間                         | 12〜24時間                                     | 1〜2日                                                                 | 2〜11日                                              | 3〜8日                                                                                                | 30分〜6時間                        | 2時間〜8日                                                       | 8〜24時間                                  | 30分〜6時間                | 1日〜1ヶ月                                               | 24〜48時間                                                       |
| 主な症状                         | 腹痛、下痢、嘔吐                               | 発熱、腹痛、下痢、嘔吐                                                 | 頭痛、腹痛、下痢、嘔吐                               | 出血性大腸炎（腹痛、水様性下痢、血便、風邪様症状）                                                    | 嘔気、嘔吐、上腹部痛、下痢         | 麻痺、複視、構音障害、呼吸困難など                               | 腹部不快感、下痢                           | 上腹部痛、嘔気、嘔吐       | 発熱、倦怠感、頭痛、筋肉痛、関節痛                       | 上腹部痛、嘔気、嘔吐、下痢                                       |
| 腹痛                             | 上腹部で強い                                   | へそ周辺で強い                                                         | へそ周辺で強い                                       | 下腹部で強い                                                                                          | 上腹部で強い                       |                                                                  | 上腹部で強い                               | 上腹部で強い               |                                                          | 上腹部で強い                                                     |
| 下痢                             | 水様便、重症例では粘血便                       | 水様便または粘血便                                                     | 水様便または粘血便                                   | はじめ水様便、のちに血便                                                                              | 水様便、稀に粘血便                 | 稀                                                               | 水様便、稀に粘血便                         | 水様便                     | 稀                                                       | 水様便                                                           |
| 血便（下血）                     | 重症例ではあり                                 | あり                                                                   | あり                                                 | 特に顕著に現れる。 典型例では「糞便成分がほとんどなく、真っ赤な血液そのもの」といった状態で出てくる。 | 稀                                 |                                                                  | 稀                                         |                            |                                                          |                                                                  |
| 嘔吐                             | 多い                                           | あり                                                                   | あり                                                 | 稀 | 激しい                             | あり                                                             | 稀                                         | 激しい                     |                                                          | 多い                                                             |
| 発熱                             | ない、または軽度（37℃台）                      | 多い、ときに38℃以上の高熱になることも                                  | あり                                                 | 軽度（37℃台）であることが多い                                                                         | 稀                                 | なし                                                             | 稀                                         | 稀                         | 高熱（38℃以上）                                          | ない、または軽度（37℃台）                                        |
| 合併症                           | 稀に心臓障害を起こすことがある                 | 敗血症                                                                 | 敗血症、ギラン・バレー症候群                         | 溶血性尿毒症症候群(HUS)、血栓性血小板減少性紫斑病（TTP）                                              |                                    |                                                                  | 稀に壊死性腸炎を起こすことがある           |                            | 敗血症、髄膜炎、流産                                     |                                                                  |
| 二次感染（ヒトからヒトへの伝染） | 稀                                             | あり                                                                   | あり                                                 | あり                                                                                                  | なし                               | なし                                                             | なし                                       | なし                       | 稀                                                       | 多い                                                             |
| 予防法                           | 魚介類の生食を避ける、食前加熱                 | ネズミの駆除、鶏卵の生食を避ける、食前加熱、冷蔵冷凍、食前の手洗い     | 肉類の生食を避ける、食前加熱、冷蔵冷凍、食前の手洗い | 肉類の生食を避ける、食前加熱、冷蔵冷凍、食前の手洗い、二次感染の防止                                  | 手指に化膿がみられる者の調理の禁止 | 缶詰やソーセージなどの加熱殺菌                                   | 残り物を再加熱して食べない                 | 残り物を再加熱して食べない | 食前の加熱殺菌                                           | 食前加熱、手洗い、うがい、二次感染の防止                         |
| 感染症法での扱い                 | 五類感染症（感染性胃腸炎）                     | 五類感染症（感染性胃腸炎）                                             | 五類感染症（感染性胃腸炎）                           | 三類感染症（腸管出血性大腸菌感染症）                                                                  |                                    | 四類感染症（ボツリヌス症）                                       |                                            |                            | 五類感染症（細菌性髄膜炎）                               | 五類感染症（感染性胃腸炎）                                       |
| 備考                             | コレラ菌と同じビブリオ属に分類される細菌である | 腸チフスおよびパラチフスを起こす菌株は感染症法で三類感染症に指定される |                                                      | 合併症のHUSは致死率が高く、後遺症が残ることもある                                                     |                                    | ボツリヌストキシンは猛毒であり、早急に治療しなければ致死率が高い | 食中毒だけでなくガス壊疽を起こす菌株もある |                            | 日本国内での発生は稀だが、アメリカ合衆国では重症例が多い | 食中毒よりも二次感染の例が多く、問題となっている                 |

### ウイルス性食中毒
- ノロウイルス - ノロウイルス感染症を引き起こす小型のウイルス粒子の属名。たとえばノーウォークウイルスなどがノロウイルス属に含まれる。直接ヒトからヒトに、また飲食物を介してヒトからヒトに感染する。潜伏期間は1〜2日で、激しい下痢と嘔吐が主な症状。感染性が非常に強い。老人ホームなど高齢者の集まる所で蔓延した場合、多数の死者を出しうる[13]。
- ロタウイルス - 抗原性によりA群からG群に分類され、ヒトに感染するのはA、B、C群である。A群は乳幼児下痢症の原因ウイルスとして重要。B群は成人に激しい下痢を引き起こす[14]。
- A型肝炎ウイルス
- E型肝炎ウイルス - 野生動物肉や狩猟肉（fr:gibier、en:game meat）、喫食に起因する急性肝炎を起こすことがある[15]。

### 化学性食中毒
- アレルギー様食中毒
  - ヒスタミンやアミン
    - 発症例はマグロ、カジキ、サバが多く鮮度の落ちた魚（スコンブロイド食中毒）、チーズ、発酵食品、腐敗した食品などが原因となる。また、キノコなどの食材自体の腐敗により生成される場合もある。
加熱調理用としてイカ、サバ、マグロ、ブリなどを常温で保管した場合、ヒスタミンが食物中に蓄積する[16]が、調理の加熱ではヒスタミンは分解されず[16]、摂食により発症する。ヒスタミンが原因物質となっているため、胃腸炎の他に頭痛、発疹などの症状を呈し[17]、発症までの時間は20分程度と短い場合もある。ヒスタミン生産菌のProteus morganiiなどにより汚染された魚（鮮度の落ちた魚）には多量のヒスチジンが存在し、このヒスチジンが脱炭酸化によりヒスタミンに変化する。サバでは温度5℃5日間の保存で、官能的に腐敗臭を感じない状態でも、ヒスタミン量が中毒の閾値を超える場合もある[18]が、中毒症状を発生させる閾値（濃度）は、多数の変動要因があり明らかになっていない[19]。

### 自然毒食中毒
- 植物性自然毒
  - 高等植物
    - アルカロイド類
      - チョウセンアサガオ、バイケイソウ類、トリカブト類（蜂蜜）、ジャガイモ、ヤマゴボウ類など

    - 青酸配糖体
      - 青梅

    - トリテルペン類
      - ウリ科植物（ヘチマ、ヒョウタン）

    - シュウ酸カルシウム
      - サトイモ科（マムシグサ、クワズイモ）

  - 菌類（有毒キノコ） ※分類学的にはキノコは植物に分類されないが、厚生労働省は食中毒の分類において「植物性」に分類している[20][21]。
    - 症状により胃腸型、コレラ型、脳症状型、神経症状型、特殊型に分類される。
- 動物性自然毒
  - 毒化動物
    - 魚類（フグ）、貝類（貝毒）：テトロドトキシン、サキシトキシン、シガトキシン、オカダ酸など

### 寄生虫食中毒
喫食した食物中に存在している寄生虫が体内で増殖、或いは体内を移動することによる
- 寄生虫、原虫
  - ジストマ、有鉤嚢虫、無鉤条虫、粘液胞子虫（ヒラメ、マグロなど[22][23]）、住肉胞子虫（生馬肉[24]）、アニサキス属、クリプトスポリジウム、ランブル鞭毛虫（ジアルジア症）など

### その他食中毒
- カビ毒 - カビが産生する毒素が原因となる食中毒で、消化器症状だけでなく発癌性、肝毒性、腎毒性、不妊、流産などさまざまな臓器に影響を与える。また、急性〜慢性までさまざまな症状を呈する。
  - マイコトキシン：アフラトキシン、オクラトキシン、パツリンなど

## 日本国内の食中毒の発生
日本国内での食中毒事件の発生状況は、年間、患者数約2万人程度である。死者数はゼロか、多くても十数人であり、交通事故による死者数（年間4,000人〜5,000人）と比較しても非常に少ない。
厚生労働省によれば、平成30年の食中毒発生状況は、総数は1,330件、患者は17,282人、死者は3人であった。
日本の食品衛生法には食中毒が発生した場合の報告・調査・行政処分等が定められている。行政上の措置にとどまらず、刑事事件（業務上過失致死傷等）や民事訴訟（損害賠償請求訴訟）に至るケースもあり、死亡時の賠償額は高額になることもある。

### 報告
- 食中毒患者等を診断し、又はその死体を検案した医師は、24時間以内に文書・電話・口頭により最寄りの保健所長にその旨を届け出なければならない（食品衛生法58条1項、食品衛生法施行規則72条）。
- 保健所長は医師から届出を受けたときその他食中毒患者等が発生していると認めるときは、速やかに都道府県知事等に報告する（食品衛生法58条2項）。
- 都道府県知事等は保健所長より報告を受けた場合に食中毒患者等が厚生労働省令で定める数以上発生し、又は発生するおそれがあると認めるときその他厚生労働省令で定めるときは、直ちに、厚生労働大臣に報告しなければならない（食品衛生法58条3項）。

### 調査
- 保健所長は医師から届出を受けたときその他食中毒患者等が発生していると認めるときは調査を行う（食品衛生法58条2項）。

### 行政処分
- 販売禁止命令
- 出荷停止措置
- 食品の回収命令・回収指示
- 飲食店に対する営業停止、営業禁止、営業許可取消し
- 給食施設に対する業務停止等

なお、食品衛生上の危害の発生を防止するため、食品衛生法違反者等（営業者名、施設名、所在地、食品名、行政処分の理由、行政処分の内容、病因物質）については都道府県等から公表される（食品衛生法63条）。

### 罰則
- 業務上過失傷害罪
- 業務上過失致死罪
- 食品衛生法違反
- 食品衛生法違反ほう助
- 製造物責任法違反

## 各国・地域の大規模な食中毒事件

### 日本
- 1936年
  - 5月10日 - 浜松第一中学の運動会で配られた大福餅がサルモネラ菌に汚染、生徒とその家族2000人以上（文献により諸説ある）が食中毒を発症し44人が死亡（浜一中大福餅事件）[25][26]。
  - 7月18日 - 大阪市内で製造販売されたアイスキャンディーがサルモネラ菌に汚染されており、食べた児童らに被害が拡大。同月21日までに死者25人、重傷19人、軽傷162人[27]。
- 1942年3月20日 - 浜名湖で獲れたアサリの貝毒から大規模な食中毒が発生、4月4日に終息するまで334人が発症し、144人が死亡（浜名湖アサリ貝毒事件）[28]。
- 1946年8月30日 - 東京都中野区で配給された小麦粉が原因で約5000人が食中毒を発症[29]。
- 1948年2月10日 - 東京都板橋区で配給された大豆粉が原因で800人が食中毒を発症。4人が死亡[30]。
- 1950年10月21日 - 大阪府南部を中心に白子干しを食べた住民272人が下痢や腹痛を発症し、20人が死亡。発症者の糞便から腸炎ビブリオが分離され、原因菌として断定された[31]。
- 1953年6月26日 - 千葉県茂原市で茂原下痢症が発生。下痢を訴える市民が7,000人に達する[32]。
- 1955年3月1日 - 東京都で児童1,936人が食中毒を発症。2日後に学校給食で供せられた脱脂粉乳で発症したものと判明し、製造元の雪印乳業で起きた製造設備の故障が原因と判明した（雪印八雲工場脱脂粉乳食中毒事件）[33]。
- 1982年 - 北海道札幌市の西友清田店で、カンピロバクター・ジェジュニと病原大腸菌汚染された井戸水を使用したことで集団食中毒が発生、患者数は7,751名にのぼり、当時の日本で最大級の被害となった[34]。
- 1984年 - 6月14日から28日にかけ、熊本県のメーカーが製造した真空パック辛子蓮根にボツリヌス菌が混入、罹患者31人、死者5人（他に疑いのある患者5人、死者2人）を出した[35]。製造過程で加えられた辛子粉に菌が付着していたと考えられている（辛子蓮根#食中毒事件）[35]。
- 1996年 - 5月28日に岡山県邑久郡邑久町（現・瀬戸内市）で児童生徒800人以上が病原性大腸菌O157を原因とする食中毒を発症し死者2人[36]、7月13日にも大阪府堺市で学校給食から児童7,996人がO157に発症し3人が死亡した（堺市学童集団下痢症）[37]。O157による食中毒はこの年だけで発生件数179件・患者数14,488人・死者8人にまで達し、HACCPが注目されるきっかけとなった。
- 2000年 - 雪印乳業が製造していた脱脂粉乳の製造プラントの故障から、同社製造の加工乳を飲んだ14,780人が黄色ブドウ球菌由来の毒素による食中毒を発症（雪印集団食中毒事件）[33]。発生した原因が先述の1955年の雪印八雲工場脱脂粉乳食中毒事件と殆ど同一であった。
- 2011年 - 「焼肉酒家えびす」で供されていた牛肉ユッケなどを食べた客117人が、病原性大腸菌O111による食中毒を発症、24人が重症に陥り5人が死亡（ユッケによるO111集団食中毒事件）[38]。
- 2012年 - 白菜の浅漬けが製造過程の消毒不充分からO157に汚染、高齢者施設の入居者など169人が発症し8人が死亡（白菜の浅漬けによるO157集団食中毒事件）[39]。
- 2013年11月14日 - 学校法人香川栄養学園女子栄養大学坂戸キャンパス内で、同大「松柏軒」が運営するカフェテリア学生食堂にてノロウイルスが原因となり159人が発症した[40][41][42]。
- 2014年7月26日 - 静岡県静岡市で開催された安倍川花火大会において、露店で販売されていた冷やしキュウリを食べた客にO157を原因とする集団食中毒が発生。同年8月20日時点で508人が発症、うち115人が入院した[43][44]。
- 2020年6月26日 - 埼玉県八潮市内の小中学校の給食において、海藻サラダに付着していた病原大腸菌を原因とする下痢・腹痛により、同市内の小中学校計15校の児童・生徒・教員計6,922人の約半数にあたる3,453人が被害を受ける大量食中毒が発生した[45][46]。
- 2021年6月17日 - 富山県富山市内の小中学校と保育施設で下痢や嘔吐といった大規模集団食中毒が発生。富山市は牛乳が食中毒の原因であると疑う[47]。のちの調査で、原因は牛乳に含まれていた下痢原性大腸菌とみられると発表した。牛乳製造会社の殺菌機の温度センサーが故障し、牛乳が十分に殺菌されていなかったことが明らかになった。最終的に食中毒の発症者は1,896人にのぼった[48]。
- 2023年
  - 8月中旬、石川県河北郡津幡町の「大滝観光流しそうめん」を利用した客による発熱や嘔吐等の大規模食中毒被害が発生。お盆期間であったこともあり、被害は広範囲に及び、最終的に被害患者数は892人とされた。原因は湧き水を使用したことによるカンピロバクターであり、運営会社側は営業開始前の水質検査を怠っていたことが判明している。店舗については営業停止処分を受けた後、補償完了後に廃業することとなった[49]。
  - 9月20日、青森県八戸市の弁当製造業の吉田屋で製造された一部の弁当を喫食した人が嘔吐や下痢等の体調不良を呈していたことが判明した[50]。同年9月21日までに全国で270人が食中毒であることが判明したため、八戸市保健所は弁当が原因の食中毒と断定し、同年9月23日付けで同社を営業禁止処分とした[51]。
  - 11月11日、12日に東京ビッグサイトで開催されたイベントに出展販売していた目黒区の洋菓子店「ハニーハニーキス」のマフィンが「納豆の様な異臭がする」「具材の栗から納豆の様な糸が発生」との苦情と共に腹痛、嘔吐、下痢といった食中毒被害が複数報告された[52]。同月14日に当該店を立ち入り調査をした目黒区保健所は公式ホームページにて喫食しない様に注意を呼びかけ[53]、厚生労働省は危険性の程度を最も高い「CLASSⅠ」と位置付け、リコール対象として販売されたマフィン3000個の回収について情報公表した[54]。当該店は事故発覚より営業を停止し、同月21日には公式ホームページにおいて謝罪と今後の案内を掲載すると共に閉業を宣言した[55]。
- 2024年7月下旬、土用の丑の日にあわせて京急百貨店地下1階の「日本橋鰻伊勢定」で販売されたウナギの弁当や総菜を購入した客の間で集団食中毒が発生。8月5日の時点で159人が下痢や嘔吐などの症状を訴え、うち90代の女性1人が死亡した。その後、保健所の立ち入り調査により黄色ブドウ球菌が検出されたほか、調理担当スタッフの手洗いなどの衛生管理が不十分だったことが判明した[56]。

### アジア
- 2019年7月3日 - イメルダ・マルコスの90歳を祝う誕生日パーティー会場にて、出席者250人以上が食後まもなく腹痛や吐き気を訴え病院へ搬送された[57]。

### 北米
- 1941年8月 - アメリカ合衆国からの帰船命令で日本に向かう途上の龍田丸で食中毒が発生、125人が発症し9人が死亡。
- 1974年 - ニュージャージー州でサルモネラに汚染されたアップルサイダーが原因で、200人が発症。
- 1977年 - ミシガン州のレストランで供せられたペッパーのピクルスがボツリヌス菌に汚染されていたことから、59人が発症。
- 1984年 - オレゴン州ワスコ郡でネズミチフス菌（サルモネラ菌の一種）による食中毒で751人が発症。当初はサラダバーの野菜の汚染が疑われたが、翌年にインド人グルのバグワン・シュリ・ラジニーシの弟子たちのコミューンを捜索した結果、敵対関係にあった地域住民を狙ったバイオテロだったことが判明（ラジニーシ教団によるバイオテロ事件）。
- 1985年 - カリフォルニア州でメキシコチーズのケソ・フレスコ（スペイン語版）がリステリアに汚染されていたことから大規模食中毒が発生、乳児や胎児を含めて52人が死亡。
- 1987年 - カナダ・プリンスエドワード島で養殖されていたムラサキイガイ（ムール貝）が原因で、ドウモイ酸中毒が発生。107人が発症し、うち4人が死亡・12人が重度の記憶障害に陥った。
- 1993年 - アメリカ合衆国のハンバーガーチェーン「ジャック・イン・ザ・ボックス」で、ハンバーガーに使われていたビーフパティを生焼けのまま使用したことによって子どもを中心とした732人が病原性大腸菌O157に感染し、うち4人が死亡した（ジャック・イン・ザ・ボックスの大腸菌集団感染）。
- 1998年 - アメリカ・サラ・リー（英語版）社のデリカテッセンやホットドッグがリステリアに汚染、100人が発症・21人が死亡。
- 2008年 - カナダ・メープルリーフ社（英語版）の製造したコールドミートがリステリアに汚染、57人が発症し23人が死亡。
- 2011年 - コロラド州で収穫されたマスクメロンがリステリアに汚染されていたことから集団食中毒が発生、全米で146人が発症し30人が死亡した。

### 欧州
- 1975年 - 羽田空港からコペンハーゲン空港を経由してシャルル・ド・ゴール国際空港へ向かっていた日本航空のボーイング747の機内で集団食中毒が発生した。これにより乗員乗客364人中197人が症状を訴え、うち144人が入院した。原因は朝食として配膳されたオムレツを扱ったコックの手がブドウ球菌に汚染されていたことだった。この事件は、民間航空機史上最大の集団食中毒である（日本航空機集団食中毒事件）。
- 2011年 - ドイツを中心として欧州全域で腸管出血性大腸菌O104による集団食中毒が発生、13か国で43人が死亡（2011年の欧州における腸管出血性大腸菌感染事件）。

## 予防
細菌やウイルスによる食中毒を予防する三大原則は、以下の3つである。
1. 付けない（清潔）
2. 増やさない（迅速、冷却、乾燥）
3. 殺す（加熱など）

多くの場合、原因病原体が増殖して食中毒を発症しうる状態となっていても味や臭いを変えないため、飲食の直前に安全を確認するのは困難であり、これらの予防策に頼らなくてはいけないのが実情である。
細菌やウイルス以外の原因による食中毒の予防策は、「誤食しない」ということに尽きる。どのようなものを食べてはいけないかは、古来からの経験則そして専門家や医療関係者などからの見聞によって各自において対応することになる。逆に、寄生虫による食中毒は、細菌による食中毒の予防原則の「付けない」と「殺す」を守ることで予防できる。
本節の以降の記述は、主に細菌やウイルスが残存することによる食中毒の予防に関するものであり、既に細菌などによる「毒素」が食材に蓄積している場合や細菌類で耐久性芽胞を生成する場合には再加熱などの方法を行っても効果が無いことも多い。詳細は下記に記すが加熱すれば大丈夫と言う過信は極めて危険である。

### 付けない
一般に、生の魚介類や肉類には食中毒の原因となる菌が多く付着している。これらの食材自身は、加熱殺菌して食べたり、あまり時間を置かずに食べるなどして食中毒を防止できるが、しばしば盲点となるのはこれらを加工調理した器具に付着した菌である。調理器具の洗浄が不十分であった場合、器具上で菌が増殖してしまい、次に加工する食材に毒素とともに付着してしまうことがある。また、菌が調理器具を経由して生で食べる食材に付着してしまうこともある。包丁の柄は洗い残しやすい部分である。
この問題を避けるためには、魚介類・肉類用の調理器具と、野菜など用の調理器具を分けるのが効果的である。特にまな板は一般家庭の調理においても、魚介類・肉用とその他用で分けることが強く推奨される。複数のまな板を準備するのが困難である場合、まな板の両面で使い分けるだけでも効果がある。集団給食の調理場などではこれを徹底するために、色違いのまな板を用いるなどの工夫がなされていることが多い。また、できるだけ生食の食材の加工を先に行ない、肉類は最後に切り刻むように心がけることも予防につながる。
調理器具とともに、手の洗浄も料理人にとっては重要である。糞尿には菌がきわめて多数含まれているため、調理中にトイレに行った場合には必ず石鹸で手を洗わなくてはいけない。集団調理においては、着衣を着替えたうえでトイレに行き、石鹸による洗浄のあとに消毒用アルコールによる殺菌を義務づけているところも多い。

#### 飲み物の容器
ペットボトル入りの飲み物の場合、直飲みする（飲み口に口をつけて飲む）と、口内の雑菌が飲み口に間違いなく付着するうえ、いったん口に入った飲み物がたとえ少量でもボトルに戻ってしまうことがあり、食中毒の原因になる可能性がある。常温の場合、その程度の雑菌が健康を害する条件に増殖するまでボトルを放置しておくケースはほぼ考えられないが、高温、長時間放置、飲む人の体力低下などといった悪条件が重なった場合、無視できない危険性が出てくる。また、ストローを使って飲むタイプの容器に入った飲み物の場合、ストロー内に吸い込んで口にまで達した飲み物が口を離したあとにストロー内に残って容器に戻るという問題ある現象が頻繁に起こるため、すみやかに飲みきらない場合、直飲みするより不衛生である。
インド飲み
インドでは回し飲みをする習慣がありながらも、それが食中毒の原因にはなっていない。これは、直飲みをせず、容器を高く掲げて口をつけないまま開けた口に飲み物を注ぐという、いわゆる「インド飲み」がこの地域に浸透しているからで、雑菌だらけの口と接触がないという意味ではきわめて衛生的である。ほかにも、共用の飲み物（誰でも自由に飲んでよいペットボトル入り飲料水など）があるが、現地の習慣によりインド飲みをすることが大前提になっている。

### 増やさない
食材を冷蔵・冷凍することは、原因体の増殖を抑えるのに非常に効果的である。一般には、10度以下で菌の増殖は鈍り、-15℃程度で増殖が停止すると言われている。しかし、いずれも菌が不活化（死滅）するわけではない（実際、細菌研究者は実験に使用する菌を一般的な冷凍庫よりも低温で冷凍保存している。すなわち、あくまでも増殖が停止しているだけであって滅菌効果はない）。一度冷凍した食材でも解凍すれば菌の増殖は再開し、保存温度が十分に低くない場合にはゆっくりではあるが増殖は進む。家庭用の冷凍庫は冷却能力が低いことが多く、大きめの食材においては中心温度が十分に下がるまでにだいぶ時間がかかることがあり、その間に菌の増殖が進んでしまうことがある。加熱調理用の魚でも、調理の直前まで低温で保管し原因菌の増殖を防ぐ。
冷蔵庫に食材を大量に詰め込んだ場合、冷気の循環がうまくいかず、庫内といえども場所によっては十分に冷却されないということが発生する。一般には、最大容量の7割以上の食材を入れないことが、冷蔵庫の正しい使い方であるとされる。
高濃度の塩分には菌の増殖を抑える効果がある。しかし、効果が期待できるほどの濃度の場合、一般的にはそのまま食べるのには適さないため、梅漬けなどの少量を食べるもの以外では塩抜きをしてから食べることになる。また、黄色ブドウ球菌や腸炎ビブリオなどは好塩菌とも呼ばれ、比較的高濃度の塩分存在下でも増殖が可能であるため、これらの菌に対する効果は若干低い。リステリア菌では耐塩性が強く30%の塩分濃度でも生き抜くことができる。
細菌の増殖には水が欠かせないことから、乾燥させることは食中毒の予防になる。一部の食材を除いて、食材を完全に乾燥させることはできないため、この観点が重要になるのは調理器具である。調理器具を洗浄したあとはすみやかに水分を拭き取り、湿気の少ない場所に置くことが推奨される。特に木製の器具は水分が浸透して乾燥しにくいため、引き出しの中などではなく風通しのよい場所に吊るすなどの工夫が必要になる。また、ふきんは食器を拭いたあと、よく乾くように、やはり風通しのよい場所に吊るさなければいけない。
酸（酢など）が存在すると増殖に至適な環境ではなくなるため細菌の増殖が抑えられることが多い。特に生の魚介類に酢やレモン汁をかけて食べる料理はマリネと呼ばれ、世界中の魚介類が豊富な地域で食べられている。しかし、酸による制菌効果はそれほど高いものではない。腸炎ビブリオなど酸に弱い菌もあるが、一般的な食事に適した濃度の酸で不活化（殺菌）できる菌は少ない。また、日本酒、ワイン、焼酎程度のアルコール濃度では、一部の原因菌は不活化することはできない。従って、病原体の増殖防止あるいは滅菌（殺菌）目的でアルコール飲料を使用することは予防方法にはならない。

### 殺す（不活化）
細菌を不活化させるのにもっとも効果が高いのは、対象食物を加熱することである。食中毒の原因菌は、75度以上の環境で1分以上経つとほとんどが不活化する。大きな食材では食材の中心が75度以上に1分以上ならなくてはいけない。たとえば、厚さ3cm程度のハンバーグを焼く場合、中心温度が75度以上になるまでに9分近くかかるという実験結果もある。ただし75度1分という加熱条件には、明らかに加熱しすぎでこの加熱条件では製品が成り立たなくなるという批判もある。実際、アメリカ合衆国政府やカナダ政府などの食品安全のガイドラインではさらに弱い条件での加熱を示している。たとえば、カナダ保健省（Health Canada）ではハンバーグは71度に到達することとしている。また、ノロウイルスを不活化するためには、中心温度85度以上で1分間以上加熱する必要がある。
中心まで十分に加熱するためには、食材の切り方を工夫したり、低火力で長時間加熱するなどの必要がある。電子レンジによる加熱は、表面を焦がさず中心まで均等に加熱することができる。大きなハンバーグなどは、電子レンジで予備加熱を行ってからフライパンなどで焼くと安全でおいしく仕上がるため、この作業を行う食品企業が多い。しかし、加熱して不活化するのはあくまで細菌であり、腐敗により生成されるアミン類や芽胞の不活化および毒素の分解温度ではない。細菌が既に毒素を作り出している可能性がある場合には、加熱は食中毒の防止手段にはなり得ない。たとえば、黄色ブドウ球菌が作り出すエンテロトキシンは通常の加熱調理ではほとんど分解（失活）しないためである。ただし、E型を除くボツリヌス毒素の一部は100度で10分以上、あるいは80度で30分以上加熱しないと失活しないものもあるが、E型の毒素は63度で10分の加熱により失活するなど、細菌・毒素のタイプによる違いもある。
さらに気をつけるべき点は、ボツリヌス菌、ウェルシュ菌、セレウス菌など耐熱性の高い芽胞をつくる細菌があり、これらの芽胞は100度でも完全に不活化させることができない。75度1分以上の加熱で人体に影響を与える量以下に十分抑えることができるが、加熱後長時間放置しておけば生き残った少数の菌が増殖してしまうことになる。
大量調理の現場では、まな板などを乾燥するための装置を備えていることも多い。夜間、ヒトが不在なときに紫外線を発する蛍光灯がついており、光による殺菌を同時に行なうようになっているものもある。ヒトに対して紫外線は有害であり、その利用は時間・空間的に限定されるため補助的な殺菌方法として利用される。
エタノールの殺菌効果は70%w/w程度の濃度で最大であるが、通常の食品に使用される濃度では、殺菌できるほど効果は強くない。また、胞子状態や菌種によって無効である。
香辛料による効果に関して
ニンニク、ワサビなどの香辛料にも古来からの経験則により殺菌効果があるとされる。特にワサビは、その辛みの主成分であるイソチオシアン酸アリルに強い殺菌作用がある。ただし、イソチオシアン酸アリルは揮発性が高いため、長時間にわたる殺菌効果の持続は望めない。一方、生姜には原因菌の増殖抑制効果はなく、逆に増殖を促進してしまう。また、香辛料は収穫から流通までの過程でかびや細菌類に汚染されていると指摘され汚染源となる可能性があるほか、香辛料の抗菌性は組み合わせにより大きく変わり期待できないとの指摘もある。